# مانوئل د فایا

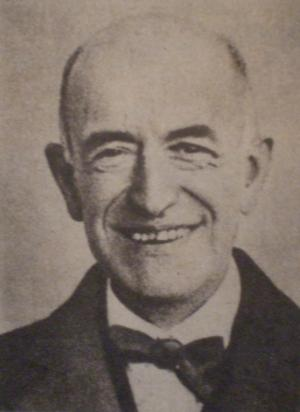
مانوئل ده فایا

مانوئل دِ فایا (به اسپانیایی: Manuel de Falla) آهنگساز اسپانیایی در ۲۳ نوامبر ۱۸۷۶ در کادیس زاده شد و در ۱۴ نوامبر ۱۹۴۶ در آلتا گراتسیا آرژانتین درگذشت.
فایا مدتی در پاریس زندگی کرد. سپس در طول جنگ‌های داخلی اسپانیا، به آمریکای جنوبی رفت. او بزرگ‌ترین آهنگساز اسپانیایی در دورهٔ خود بود. بیشتر موسیقی فایا تحت تأثیر آوازهای فولکلور اسپانیایی است. فایا اپرای زندگی کوتاه است، باله شعبده‌باز را دوست بدار، کلاه سه‌گوش، شب‌هایی در باغ‌های اسپانیا برای پیانو و ارکستر و کنسرتو هارپسیکورد را نوشت.

## برخی از آثار
- شعبده‌باز را دوست بدار
- زندگی کوتاه
- پسیشه (Psyché) برای آواز، فلوت، هارپ، ویلن، آلتو، ویلنسل
- کنسرتو برای کلاوسن، فلوت، ابوا، کلارینت، ویلن، ویلنسل

## شنیدن آثار
- youtube
- deezer